# Урбана (Италия)
Вижте пояснителната страница за други значения на Урбана.
Урба̀на (на италиански: Urbana) е село и община в Северна Италия, провинция Падуа, регион Венето. Разположено е на 13 m надморска височина. Населението на общината е 2168 души (към 2014 г.).